# Stanisław Jasiński (wojskowy)

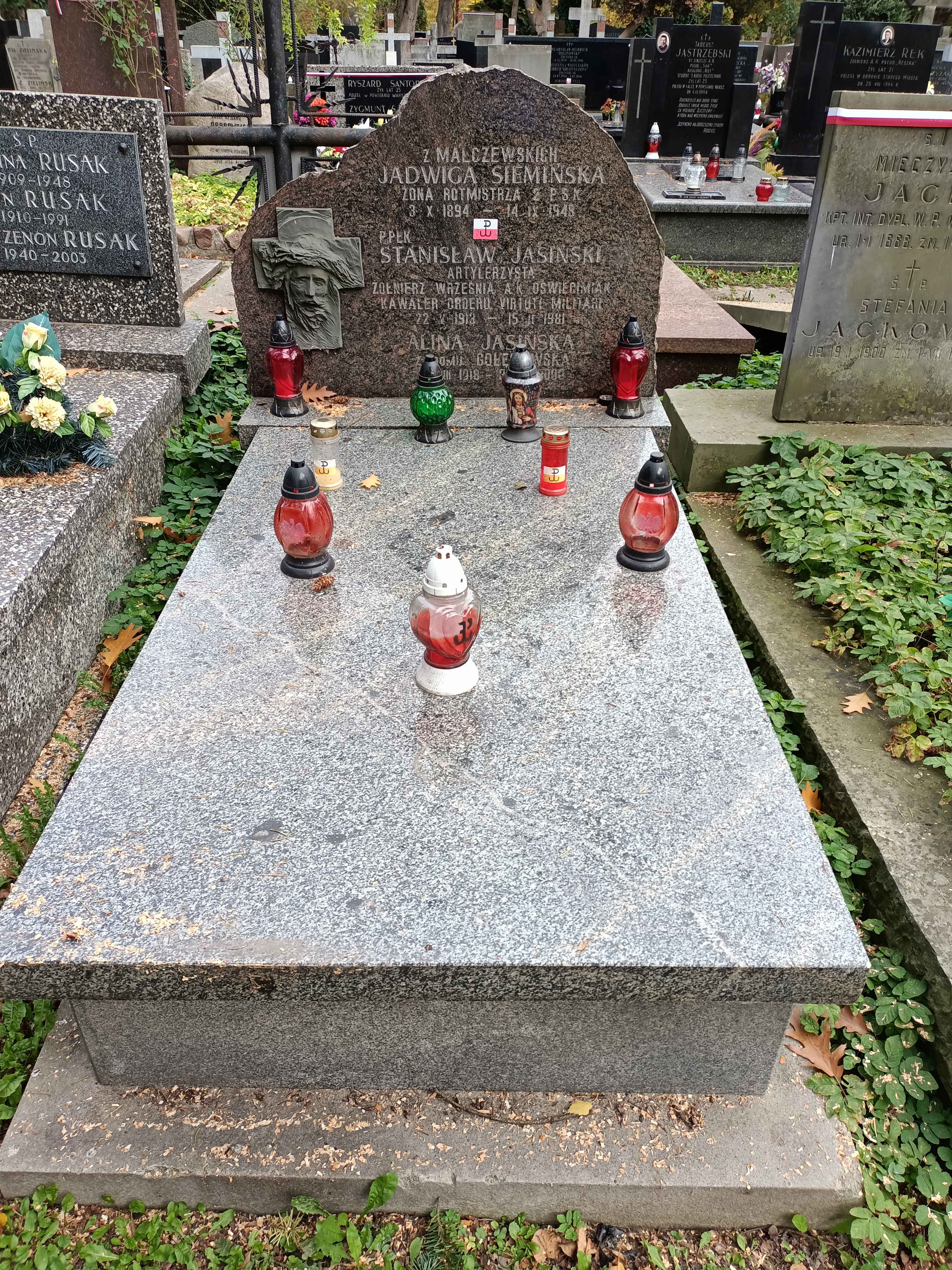
Grób ppłka Stanisława Jasińskiego na cmentarzu Wojskowym na Powązkach

Stanisław Jasiński ps. „Wojtek”, „Stach”  (ur. 22 maja 1913 w Czesławicach, zm. 15 stycznia 1981  w Warszawie) – podpułkownik Wojska Polskiego.

## Życiorys
Absolwent Szkoły Podchorążych Artylerii w Toruniu. Na stopień podporucznika został mianowany ze starszeństwem z 15 października 1936 i 25. lokatą w korpusie oficerów artylerii. W marcu 1939 pełnił służbę w 8 dywizjonie artylerii przeciwlotniczej w Toruniu na stanowisku dowódcy plutonu 4. baterii. Podczas okupacji w ZWZ-AK. W styczniu 1943, w wyniku donosu, został zatrzymany i osadzony na Pawiaku. 29 kwietnia tego roku przybył do KL Auschwitz, w którym figurował pod nazwiskiem „Stanisław Okrzeja”. 20 czerwca 1944 jako jednemu z nielicznych udała się samotna ucieczka z Oświęcimia . Przybył do Warszawy, gdzie wziął udział w powstaniu warszawskim. Pełnił służbę w Kwatermistrzostwie 3 Rejonu Obwodu V Mokotów. Po kapitulacji opuścił stolicę z ludnością cywilną . 
Od 1945 pełnił służbę w 1 Dywizji Piechoty im. Tadeusza Kościuszki, a następnie sprawował funkcję oficera prasowego w Gabinecie Ministra Obrony Narodowej. Później został zastępcą redaktora naczelnego Żołnierza Polskiego. W 1952 został aresztowany. W 1956 został zrehabilitowany, lecz stan zdrowia uniemożliwił mu dalszą służbę w wojsku. Otrzymał rentę inwalidzką i równocześnie podjął pracę, jako pracownik cywilny w Domu Wojska Polskiego. Zmarł w Warszawie. Był odznaczony m.in. Virtuti Militari V kl. Pochowany na cmentarzu Powązki Wojskowe w Warszawie (kwatera A23-12-14).